# 罗什特勒茹
罗什特勒茹（法語：Rochetrejoux，法語發音：[ʁɔʃtʁəʒu]）是法国卢瓦尔河地区大区旺代省的一个市镇，属于永河畔拉罗什区。

## 地理
罗什特勒茹（46°47'21"N, 0°59'46"W）面积10.92 平方千米，位于法国卢瓦尔河地区大区旺代省，该省份为法国西部沿海省份，北起大西洋卢瓦尔省和曼恩-卢瓦尔省，西临大西洋，南至滨海夏朗德省，东部及东南部与德塞夫勒省接壤。
与罗什特勒茹接壤的市镇（或旧市镇、城区）包括：勒布佩尔、穆尚、圣普鲁昂。

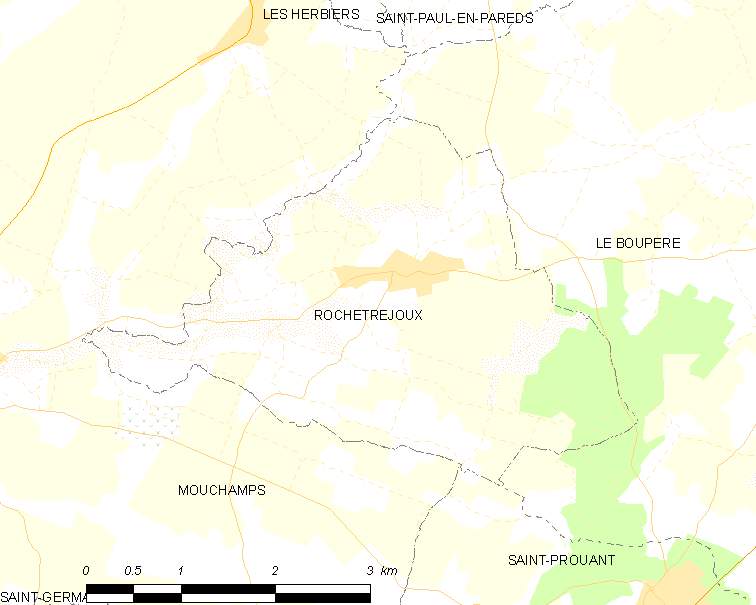
罗什特勒茹的OSM定位图

罗什特勒茹的时区为UTC+01:00、UTC+02:00（夏令时）。

## 行政
罗什特勒茹的邮政编码为85510，INSEE市镇编码为85192。

## 政治
罗什特勒茹所属的省级选区为尚托奈县。

## 人口

1962-2008年间罗什特勒茹人口变化图示

罗什特勒茹于2022年1月1日时的人口数量为980人。